# Antonio Siddi
Antonio Siddi (Italia, 16 de junio de 1923-21 de enero de 1983) fue un atleta italiano, especialista en la prueba de 4 x 100 m en la que llegó a ser medallista de bronce olímpico en 1948.

## Carrera deportiva
En los JJ. OO. de Londres 1948 ganó la medalla de bronce en los relevos de 4 x 100 metros, con un tiempo de 41.5 segundos, llegando a meta tras Estados Unidos (oro) y Reino Unido, siendo sus compañeros de equipo: Enrico Perucconi, Carlo Monti y Michele Tito.